# Grécia nos Jogos Olímpicos de Verão de 1984
A Grécia participou dos  Jogos Olímpicos de Verão de 1984 em Los Angeles, nos Estados Unidos.

## Medalhistas

### Prata
- Dimitrios Thanopoulos — Luta greco-romana, homens categoria 74 a 82 kg;

### Bronze
- Kharalambos Kholidis — Luta greco-romana, homens categoria 52 a 57 kg.